# Rinotraqueíte bovina infecciosa
Rinotraqueíte bovina infecciosa conhecida pela sigla inglesa IBR é uma doença que ataca o rebanho bovino.  O agente infeccioso responsável é o Herpesvírus tipo I.
Esta patologia é importante devido aos sinergismos com bactérias tipo Manheimia haemolytica e Fusobacterium necrophorum (Necrobacilose).
Macroscopicamente: lesões bem delineadas, secas, amarelo, cinza, espessadas com formação de crostas inicialmente rodeadas por zonas de hiperémia.
Microscopicamente: Focos necróticos rodeados por bordos de hiperémia e uma banda de leucócitos. Cicatrização com tecido de granulação e fibrose.